# Гелги, Румейса
Румейса Гелги (тур. Rumeysa Gelgi, род. 1 января 1997, Карабюк) — одна из самых высоких из ныне живущих женщин по версии Книги рекордов Гиннесса. Её рост 215,16 см (на 23 мая 2021 года).

## Биография
По национальности — турчанка. Аномально расти начала в младенчестве, что было обусловлено редким заболеванием (синдром Уивера), первым в истории Турции. Перенесла несколько хирургических операций, в том числе в связи с исправлением врождённого порока сердца и сколиозом.
Жила в провинции Карабюк в Турции.
Из-за своего состояния она обычно передвигается в инвалидном кресле, но может ходить в течение коротких периодов времени с ходунками. Из-за её состояния она не может сидеть на сиденьях ниже 50-55 см.
По её словам, хочет использовать своё положение для повышения осведомлённости о болезнях и состояниях, сходных с её. В 2016 году сумела окончить среднюю школу, а в 2021 году получила квалификацию front-end веб-разработчика.
8 ноября 2022 года Гелги впервые в жизни смогла полетать на самолёте. Компании-перевозчику, Turkish Airlines, пришлось убрать шесть рядов кресел с одного из своих самолётов, чтобы сделать возможным её перелёт из Стамбула в Сан-Франциско, штат Калифорния, США. Гелги летела лёжа. Это событие привлекло внимание средств массовой информации.
На данный момент[когда?] её состояние стабильно, к физиотерапии она добавила регулярные занятия плаванием для укрепления мышц.